# Little Big
Little Big er et russisk rave-band dannet i 2013. Bandet består i øjeblikket af Ilya Prusikin og Sonya Tayurskaja.
Little Big har udgivet fire albums og har ofte satiriske sangtekster, hvor de håner forskellige nationale stereotyper, mest omkring russisk kultur blandet sammen med sort humor.De er blevet sammenlignet med Die Antwoord. Blandt deres singler er Skibidi, I’m OK, Hypnodancer, Give me your money, LollyBomb og Uno. I kølvandet på Ruslands invasion af Ukraine i 2022 flyttede bandet til Los Angeles.
Little Big optrådte i Pumpehuset i København den 24. april 2019.